# Z 28
Z 28 war ein Zerstörer des Typs 1936A der deutschen Kriegsmarine.

## Baugeschichte
Der Zerstörer Z 28 war das sechste Boot des im Mai 1938 bestellten Typs 1936A. Alle acht Boote der Klasse entstanden im Werk Weser der Deschimag.
Die beiden vorderen 15-cm-Geschütze sollten in einem Doppelturm aufgestellt werden. Die Fertigung dieser Türme verzögerte sich aber erheblich. Da Z 28 als Flottillenführungsboot ausgelegt war und der Raum für das dritte Geschütz auf dem Achterschiff für die Unterbringung des Stabspersonals benötigt wurde, erhielt das Schiff eine abweichende Bewaffnung: Statt des Doppelturms wurde bei Z 28 an dessen Stelle zwei überhöhte Einzelgeschütze aufgestellt und auf dem Achterschiff hatte Z 28 nur zwei 15-cm-Einzelgeschütze statt drei, wie die anderen Typ-1936A-Zerstörer. Auf diesem Aufbau wurden im weiteren Kriegsverlauf noch zwei 2-cm-Vierlingsflak aufgestellt. Um ein besseres Schussfeld dieser Flakgeschütze nach achtern zu bekommen versetzte man den Funkmast vom hinteren Aufbau an die vordere Kante des Aufbaus.

## Einsatz in Skagerrak und Kattegat
Z 28 stellte am 9. August 1941 in Dienst. Von Ende 1941 bis Frühling 1942 fuhr der Zerstörer Patrouille in Kattegat und Skagerrak als Teil seiner der Ausbildung der Mannschaft bis zur Kriegsbereitschaft.

## Einsatz im Nordmeer
Im April 1942 fuhr Z 28 vor der norwegischen Küste Geleitsicherungen. Am 9. Mai 1942 ging der Zerstörer mit Z 30, T 5, T 7, dem Schweren Kreuzer Admiral Scheer und dem Troßschiff Dithmarschen zum nordnorwegischen Narvik, um sich dort der Kampfgruppe II anzuschließen.
Anfang Juli 1942 nahm Z 28 teil am Unternehmen Rösselsprung, dem Angriff auf den Nordmeergeleitzug PQ 17, und später war der Zerstörer an einer Minenlege-Operation an der Matotschkinstraße mit den Zerstörern Z 4, Z 15, Z 16 und dem Schweren Kreuzer Admiral Hipper beteiligt.
Am 24. Oktober 1942 fuhr Z 28 mit dem Schweren Kreuzer Admiral Scheer von der nordnorwegischen Bogenbucht nach Kiel für eine Werftüberholung. Nach den Werftarbeiten begleitete der Zerstörer mit Z 5, Z 15, Z 24, Z 25 und fünf Torpedobooten das Schlachtschiff Scharnhorst zurück zur Bogenbucht.
Am 2. April 1943 hatte der Zerstörer eine Grundberührung und musste nach Trondheim zur Reparatur. Am 24. Juli 1943 wurde er leicht beschädigt bei einem Luftangriff auf die Docks von Trondheim. Die Docks wurden schwer getroffen, sodass der Zerstörer für weitere Reparaturarbeiten zu Deschimag nach Bremen verlegen musste.
Im Januar 1944 war Z 28 zusammen mit Z 30 vom norwegischen Kristiansand aus auf Patrouille gegen Transportfahrten zwischen England und Schweden.

## Einsatz in der Ostsee
Am 13. Februar 1944 verlegte der Zerstörer nach Reval. Am 10. März legte er mit Z 25, Z 35 und Z 39 Minen im Finnischen Meerbusen und beschoss einen Tag später ein Landziel bei Hungerburg. Am 15. März legte der Zerstörer wieder Minen im Finnischen Meerbusen. Am 30. Juli und am 1. August 1944 beschoss Z 28 mit Z 25, Z 35 und Z 36 Stellungen der Roten Armee am Rigaischen Meerbusen unter Feuerlenkung durch das deutsche Heer. Die gleiche Zerstörergruppe eskortierte den Schweren Kreuzer Prinz Eugen, als dieser am 5. August Ziele auf der Insel Ösel, an der Kurländischen Küste am 19. und in Tukkum am 20. August beschoss.
Am 16. September 1944 geleiteten Z 28 und Z 36 das Passagierschiff Monte Rosa mit Flüchtlingen von Baltischport an Bord nach Gotenhafen und am 20. September unterstützte Z 28 mit Z 25, vier Torpedobooten und sechs Handelsschiffen die Evakuierung von Reval, wobei 23.172 Menschen, einschließlich 2080 auf Krankentragen, abtransportiert wurden. Am 21. September evakuierte Z 28 zusammen mit Z 25 370 Menschen von Baltischport nach Libau.
Am 22. September 1944 schloss sich Z 28 wieder der in der Ostsee stehenden Kampfgruppe I an und geleitete die letzten die Aalandsee verlassenden Schiffe nach Gotenhafen. Sowjetische Ziele bei Memel wurden vom Zerstörer am 10. und am 23. Oktober unter Feuer genommen. Der 22. und 24. Oktober sah Beschuss sowjetischer Ziele auf der Halbinsel Sworbe, wobei am 24. Z 28 von einem Reihenwurf von fünf Bomben getroffen wurde und die Zerstörerbesatzung neun Tote und zahlreicher Verletzte zu beklagen hatte. Für die Reparaturen ging Z 28 nach Swinemünde. Am 4. November 1944 wurde der Zerstörer unter das Kommando der wieder aufgestellten 8. Zerstörerflottille gestellt.
Wieder einsatzbereit seit 25. Februar 1945 geleitete Z 28 am 27. Februar das Passagierschiff Deutschland von Gotenhafen nach Saßnitz. Nach einem weiteren Geleit auf derselben Strecke wurde der Zerstörer am 6. März 1945 auf Saßnitz-Reede bei einem britischen Luftangriff mittschiffs von zwei Bomben getroffen und sank, wobei 150 Besatzungsmitglieder den Tod fanden. Das Wrack wurde bis 1953 vor Ort abgewrackt.

## Kommandanten
- 9. August 1941 bis Februar 1943 Korvettenkapitän Hans Erdmenger
- Februar bis März 1943 Fregattenkapitän Hansjürgen Reinicke
- März 1943 bis Januar 1944 Korvettenkapitän Karl-Adolf Zenker
- Januar bis Oktober 1944 Fregattenkapitän Heinrich Gerlach
  - Juli/August 1944 Korvettenkapitän Helmut Neuss in Vertretung
- Dezember 1944 bis 4. März 1945 Fregattenkapitän Carl Heinrich Lampe